# Дорога в тысячу ли
«Дорога в тысячу ли» (англ. Pachinko, кор. 파친코) — американский и южнокорейский драматический телесериал Су Хью, основанный на романе «Патинко» Ли Мин Чжин. Его режиссёрами стали Когонада и Джастин Чон. Главные роли исполнили Юн Ёджон, Ли Минхо, Ким Минха и Джин Ха. Премьера первого сезона состоялась 25 марта 2022 года на платформе Apple TV+.
В апреле 2022 года телесериал был продлён на второй сезон. Его премьера состоялась 23 августа 2024 года.

## Сюжет
Сюжет основан на материале бестселлера «Патинко» (в русском переводе — «Дорога в тысячу ли») Ли Мин Чжин. Это семейная сага о четырёх поколениях корейских иммигрантов в XX веке. История о надежде и мечтах, религии и вере, которая начинается в 1930-е годы, когда Корея была японской колонией.

## В ролях
- Ким Минха — Сонджа в юности
  - Юн Ёджон — Сонджа в возрасте
- Содзи Араи — Пэк Модзасу
- Джин Ха — Соломон Пэк, внук Сунджи
- Ли Мин Хо — инспектор Ко Хансу
- Чон Ынчхэ — Гёнхи
- Кахо Минами — Эцуко
- Анна Саваи — Наоми
- Джимми Симпсон — Том Эндрюс
- Стив Но — пастор Исак
- Мари Ямамото — Хана, дочь Эцуко
- Хиро Канагава — Гото

## Эпизоды
| Сезон | Серии | Серии | Даты показа     | Даты показа     |
| Сезон | Серии | Серии | Первая серия    | Последняя серия |
| ----- | ----- | ----- | --------------- | --------------- |
| 1     | 8     | 8     | 25 марта 2022   | 29 апреля 2022  |
| 2     | 8     | 8     | 23 августа 2024 | 11 октября 2024 |

### Сезон 1 (2022)
| № общий | № в сезоне | Название                  | Режиссёр    | Автор сценария             | Дата премьеры  |
| ------- | ---------- | ------------------------- | ----------- | -------------------------- | -------------- |
| 1       | 1          | «Глава 1» «Chapter One»   | Когонада    | Су Хью                     | 25 марта 2022  |
| 2       | 2          | «Глава 2» «Chapter Two»   | Когонада    | Су Хью, Мэттью Джей Маккью | 25 марта 2022  |
| 3       | 3          | «Глава 3» «Chapter Three» | Когонада    | Хансоль Юнг, Су Хью        | 25 марта 2022  |
| 4       | 4          | «Глава 4» «Chapter Four»  | Джастин Чон | Эй Джей Кох, Су Хью        | 1 апреля 2022  |
| 5       | 5          | «Глава 5» «Chapter Five»  | Джастин Чон | Франклин джин Ро, Су Хью   | 8 апреля 2022  |
| 6       | 6          | «Глава 6» «Chapter Six»   | Джастин Чон | Лорен Йи, Су Хью           | 15 апреля 2022 |
| 7       | 7          | «Глава 7» «Chapter Seven» | Когонада    | Итан Куперберг, Су Хью     | 22 апреля 2022 |
| 8       | 8          | «Глава 8» «Chapter Eight» | Джастин Чон | Мфонисо Удофия, Су Хью     | 29 апреля 2022 |

### Сезон 2 (2024)
| № общий | № в сезоне | Название                      | Режиссёр    | Автор сценария | Дата премьеры    |
| ------- | ---------- | ----------------------------- | ----------- | -------------- | ---------------- |
| 9       | 1          | «Глава 9» «Chapter Nine»      | Лианн Уэлем | Суджин Хо      | 23 августа 2024  |
| 10      | 2          | «Глава 10» «Chapter Ten»      | Неизвестно  | Неизвестно     | 30 августа 2024  |
| 11      | 3          | «Глава 11» «Chapter Eleven»   | Неизвестно  | Неизвестно     | 6 сентября 2024  |
| 12      | 4          | «Глава 12» «Chapter Twelve»   | Неизвестно  | Неизвестно     | 13 сентября 2024 |
| 13      | 5          | «Глава 13» «Chapter Thirteen» | Неизвестно  | Неизвестно     | 20 сентября 2024 |
| 14      | 6          | «Глава 14» «Chapter Fourteen» | Неизвестно  | Неизвестно     | 27 сентября 2024 |
| 15      | 7          | «Глава 15» «Chapter Fifteen»  | Неизвестно  | Неизвестно     | 4 октября 2024   |
| 16      | 8          | «Глава 16» «Chapter Sixteen»  | Неизвестно  | Неизвестно     | 11 октября 2024  |

## Производство

### Разработка
В августе 2018 года стало известно, что компания Apple Inc. приобрела права на экранизацию романа «Патинко», а в апреле 2019 года началось производство телесериала. Шоуранером, сценаристом и исполнительным продюсером была назначена Су Хью. В октябре 2020 года было объявлено, что Когонада и Джастин Чон станут исполнительными продюсерами и режиссёрами сериала.

### Подбор актёров
Ли Мин Хо, Джин Ха, Анна Саваи, Минха Ким, Содзи Араи и Кахо Минами были утверждены на свои роли в октябре 2020 года. Су Хью рассказал, что кастинг актёров занял шесть или семь месяцев и проходил по всему миру.

### Съёмки
Съёмки начались 26 октября 2020 года и прошли в Южной Корее, Японии и США. Съёмки в Корее завершились в декабре 2020 года в Пусане, после чего продолжились в Канаде. С февраля по апрель 2021 года съёмки прошли в Ванкувере.

## Оценки критиков
На сайте-агрегаторе Rotten Tomatoes сериал имеет рейтинг 97 % на основании 62 рецензий критиков со средним баллом 9,2 из 10 и обладает «сертификатом свежести» (англ. Certified Fresh). «Консенсус критиков» сформулирован так: «Замысловатая, но глубоко личная, „Патинко“ — это масштабная эпопея, которая отражает как исторические события, так и несокрушимые семейные узы».
На сайте-агрегаторе Metacritic рейтинг сериала составляет 87 баллов из 100 возможных на основании 29 рецензий критиков, что означает «всеобщее признание».
Татьяна Алешичева из «Коммерсанта» отметила нелинейность повествования, «крепкие рамки мелодраматического сюжета» и «слом четвёртой стены».